# Paradiopatra pauli
Paradiopatra pauli är en ringmaskart som först beskrevs av Annenkova 1952.  Paradiopatra pauli ingår i släktet Paradiopatra och familjen Onuphidae. Inga underarter finns listade i Catalogue of Life.